# Deepwater, Missouri
Deepwater är en ort i Henry County i delstaten Missouri, USA.